# Драган Добрић
Драган Добрић, рођен у Осијеку (11. март 1986.), СР Хрватска, у Југославији, већи део каријере провео је у Србији.

## Каријера
Играчку каријеру започео је у омладинској школи ОФК Београда.
Дебитовао је као сениор у сезони 2004/05. када је играо за Борчу. Добрић се преселио (2005. године) у Палилулац из Крњаче Београд, где је остао три наредне сезоне играјући у Српској лиги Београда.
У лето 2008. године довео га је Хајдук, Кула. Место у нападу Хајдука у тој сезони било је тешко, тако да је на крају сезоне Добрић имао само два наступа у српској Суперлиги 2008/09. За сезону 2009/10. клуб га шаље на позајмицу бившем клубу Палилулац из Крњаче, Београд.
У сезони 2010/11. јесењи део је играо за Динамо из Врања, а пролећни део првенства Прве лиге Србије 2010/11., за Срем из Јакова, који се такмичио у истој лиги као и Динамо из Врања.
У лето 2011. придружио се клубу из хрватског дела Босне и Херцеговине, ГОШК из Габела. Добрић је три пута наступио за ГОШК-ом у јесењем делу сезоне 2011/12. Премијер лиге Босне и Херцеговине и током зимске паузе вратио се у Србију и придружио се Реснику из Ресника, Београд који се такмичио у Српској лиги Београда.